# Phaenicophaeus curvirostris
El malcoha de pecho castaño o malcoha pechicastaño (Phaenicophaeus curvirostris) es una especie de ave cuculiforme de la familia Cuculidae que vive en el sudeste asiático. Es un ave de tamaño considerable (hasta 49 cm) y larga cola, con el plumaje principalmente gris con el pecho castaño rojizo y brillos verdes en las alas, y un gran pico curvado. A diferencia de otros cuculiformes construye nidos y cría a sus polluelos.

## Descripción

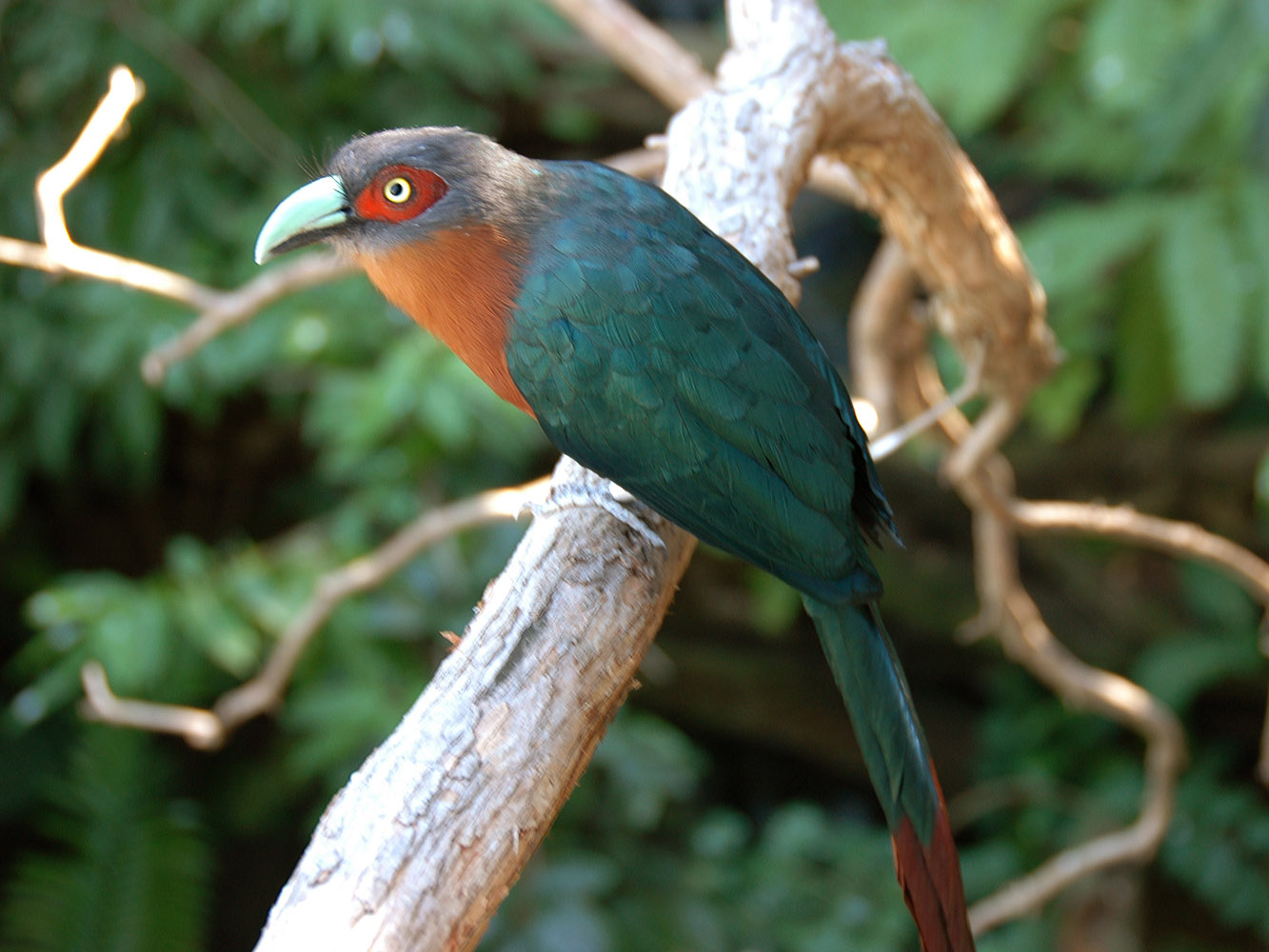
Hembra cautiva en un zoo.

El malcoha pechicastaño mide entre 42–49 cm de largo, incluida su larga cola, tiene un gran pico curvado hacia abajo, con la mandíbula superior de color blanquecino y la inferior negra o rojiza. Presenta una carúncula roja alrededor de los ojos que llega hasta la base del pico. El plumaje de la mayor parte de su cuerpo es gris, con brillos verdes en las alas que se vuelven azulados con la edad. Sin embargo su pecho, garganta y obispillo son de color castaño rojizo, y algo más oscuro en la parte final de la cola. Sus patas son de color gris oscuro. Presenta un dimorfismo sexual muy pequeño, ya que ambos sexos tienen un plumaje similar, pero los machos tienen el iris de color azul y las hembras lo tienen amarillo.

## Taxonomía
El malcoha pechicastaño fue descrito científicamente como Cuculus curvirostris a partir de un espécimen recolectado en Java  occidental por el naturalista inglés George Shaw en 1810, antes de que fuera creado el género Phaenicophaeus por el nateralista inglés James Francis Stephens en 1815. Si nombre específico procede de los términos latinos curvus "curvado", y rostrum "pico". El nombre del género deriva de los términos griegos phoiniko- "carmesí", y phaes "ojos" o "cara", en referencia al malcoha carirrojo. Sin embargo, la 'œ' se transcribió incorrectamente como 'æ'.

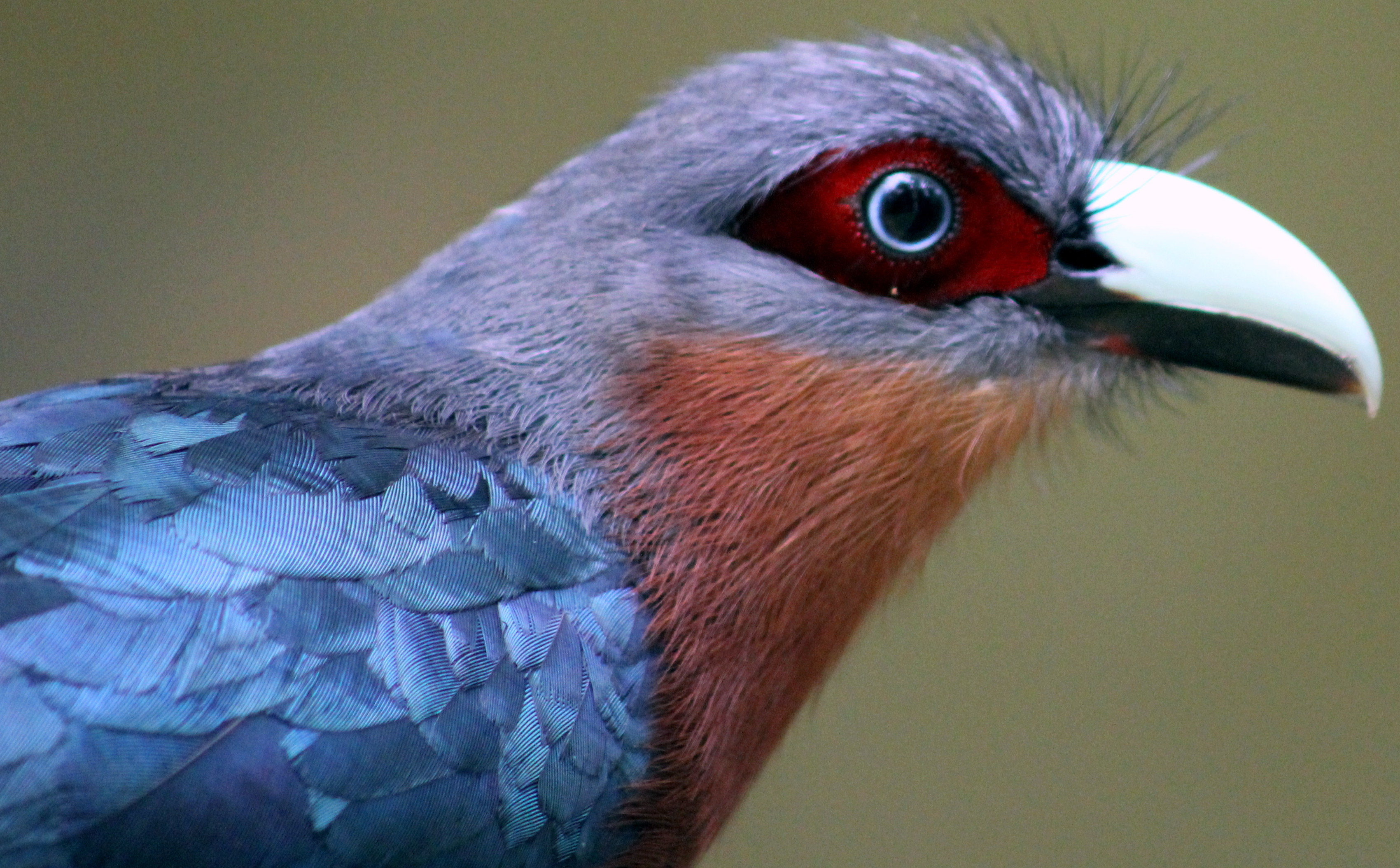
Detalle de la cabeza de un macho (con iris azul) donde se aprecia su carúncula de color rojo intenso.

### Subespecies
Se reconocen seis subespecies:
- P. c. singularis: de la península malaya hasta Sumatra, además del archipiélago Anambas.
- P. c. oeneicaudus: que ocupa las islas al oeste de Sumatra.
- P. c. curvirostris: presente en Java central y occidental.
- P. c. deningeri: en Java oriental y Bali.
- P. c. microrhinus: en la isla de Bangka y Borneo.
- P. c. harringtoni: presente en las islas Filipinas occidentales.

## Distribución y hábitat

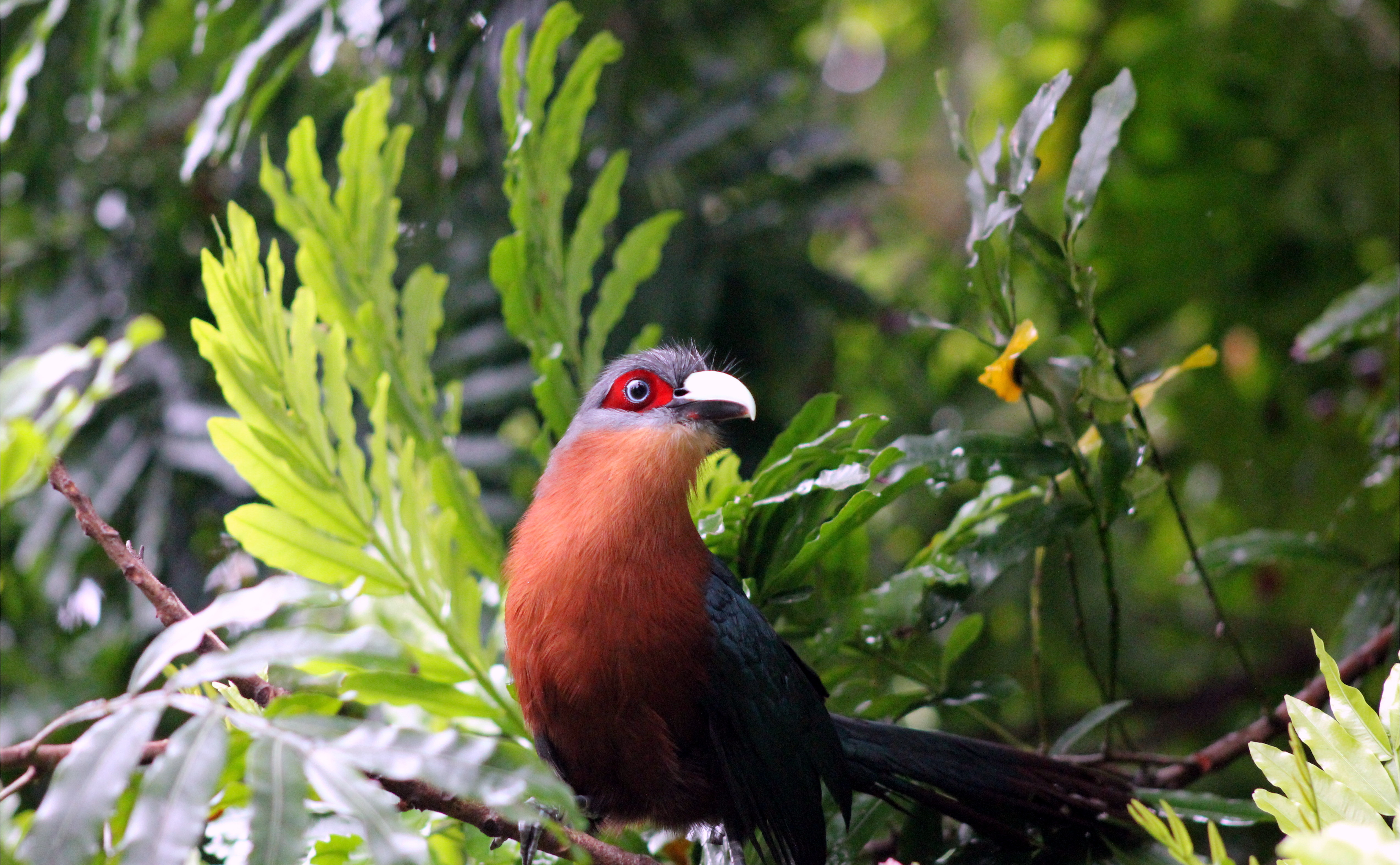
Suele encontrase en las ramas del nivel medio del bosque.

Se encuentra en la península malaya y las islas de Sumatra, Java, Borneo, Bangka, Bali, además de las pequeñas islas circundantes, y las Filipinas de la provincia de Palawan (Palawan, Balabac, Calamian y Dumaran), distribuido por Indonesia, el sur de Tailandia y Birmania, Malasia, las Filipinas occidentales y Brunéi.
Sus hábitats naturales son las selvas tropicales de tierras bajas y los manglares. Habita principalmente en los niveles medios del bosque entre el denso follaje. La mayor parte de su hábitat natural ha sido deforestado.

## Comportamiento
Se alimenta de pequeños vertebrados, como lagartijas, ranas, polluelos de aves y de insectos, como orugas, saltamontes, cigarras, insectos palo, mantis, cucarachas, escarabajos y otros invertebrados como arañas y pequeños cangrejos.
A diferencia de muchos de sus parientes, el malcoha pechicastaño construye nidos y cría a sus propios polluelos. La época de cría varía según las regiones, siendo de agosto a diciembre en Borneo y de enero a septiembre en el sureste del continente asiático. El macho y la hembra construyen un nido de unos 35 cm de diámetro con ramitas, con una concavidad de unos 11 cm de diámetro y unos 5 cm de profundidad forrada con hojas. Suelen poner de dos a tres huevos de color blanco mate que miden 34 x 28 mm. Tanto la hembra como el macho incuban los huevos, que se suelen incubarse alrededor de 13 días hasta la eclosión. Los polluelos permanecen en el nido unos 11 días, siendo alimentados por sus dos progenitores.